# Neamia
Neamia is een geslacht van straalvinnige vissen uit de familie van kardinaalbaarzen (Apogonidae). Het geslacht is voor het eerst wetenschappelijk beschreven in 1912 door Smith & Radcliffe.

## Soorten
- Neamia articycla Fraser & Allen, 2006
- Neamia notula Fraser & Allen, 2001
- Neamia octospina Smith & Radcliffe, 1912
- Neamia xenica Fraser, 2010